# Ranburne (Alabama)
 Ranburne, Alabama és una població dels Estats Units a l'estat d'Alabama. Segons el cens del 2000 tenia 459 habitants.

## Demografia
Segons el cens del 2000, Ranburne tenia 459 habitants, 186 habitatges, i 137 famílies La densitat de població era de 112,2 habitants/km².
Dels 186 habitatges en un 31,7% hi vivien nens de menys de 18 anys, en un 65,1% hi vivien parelles casades, en un 5,4% dones solteres, i en un 26,3% no eren unitats familiars. En el 24,2% dels habitatges hi vivien persones soles el 12,4% de les quals corresponia a persones de 65 anys o més que vivien soles. El nombre mitjà de persones vivint en cada habitatge era de 2,47 i el nombre mitjà de persones que vivien en cada família era de 2,91.
Per edats la població es repartia de la següent manera: un 23,5% tenia menys de 18 anys, un 6,1% entre 18 i 24, un 29% entre 25 i 44, un 24,8% de 45 a 60 i un 16,6% 65 anys o més.
L'edat mediana era de 38 anys. Per cada 100 dones hi havia 95,3 homes. Per cada 100 dones de 18 o més anys hi havia 93,9 homes.
La renda mediana per habitatge era de 31.979 $ i la renda mediana per família de 40.250 $. Els homes tenien una renda mediana de 29.167 $ mentre que les dones 20.000 $. La renda per capita de la població era de 19.708 $. Aproximadament el 5,6% de les famílies i el 7,1% de la població estaven per davall del llindar de pobresa.

## Poblacions més properes
El següent diagrama mostra les poblacions més properes.